# Sally Pearson
Sally McLellan-Pearson, avstralska atletinja, * 19. september 1986, Paddington, Novi Južni Wales, Avstralija.
Nastopila je na poletnih olimpijskih igrah v letih 2008 in 2012, ko je osvojila naslov olimpijske prvakinje v teku na 100 m z ovirami, leta 2008 pa srebrno medaljo. Na svetovnih prvenstvih je v isti disciplini osvojila dve zlati in srebrno medaljo, na svetovnih dvoranskih prvenstvih zlato in srebrno medaljo v teku na 60 m z ovirami, na igrah Skupnosti narodov pa dve zlati medalji v teku na 100 m z ovirami in bronasto v štafeti 4x100 m.